# Open Vlaams Kampioenschap marathonschaatsen 2024
Op 20 januari 2024 werd de eerste editie van het Open Vlaams Kampioenschap (VK) marathonschaatsen georganiseerd op het natuurijs van de Bleukensweide.

## Open VK marathon 2024
Het VK 2024 was de eerste officiële wedstrijd op natuurijs in Vlaanderen in 15 jaar. Initiatiefnemers waren Wolter Hartog uit Battel (Mechelen) en Karel Van Bruysel, ijsmeester van de Bleukensweide in Leest bij Mechelen. De Vlaamse Schaatsunie (VLSU) nam de organisatie op zich. Het weiland Bleukensweide ligt in overstromingsgebied en wordt in de winter uitgebaat als schaatsplaats. Voor de wedstrijd werd een langebaanpiste van 800 meter op de plas gecreëerd.
Om 8.30 uur startte de wedstrijd voor de senioren. De 33 deelnemers moesten dertig rondes schaatsen om de 24 kilometer af te leggen. De 18-jarige Tom Mulder werd Vlaams kampioen elite bij de heren en Annelies Van Miert bij de dames. Om 10 uur reden de junioren in twee categorieën, onder 14 en onder 18 jaar. Vanaf 11 uur was er een stempeltocht, waarbij schaatsers van alle leeftijden zoveel mogelijk rondjes trachtten te rijden op de piste. Daarnaast was er ook een demonstratie kunstschaatsen.

## Erelijst

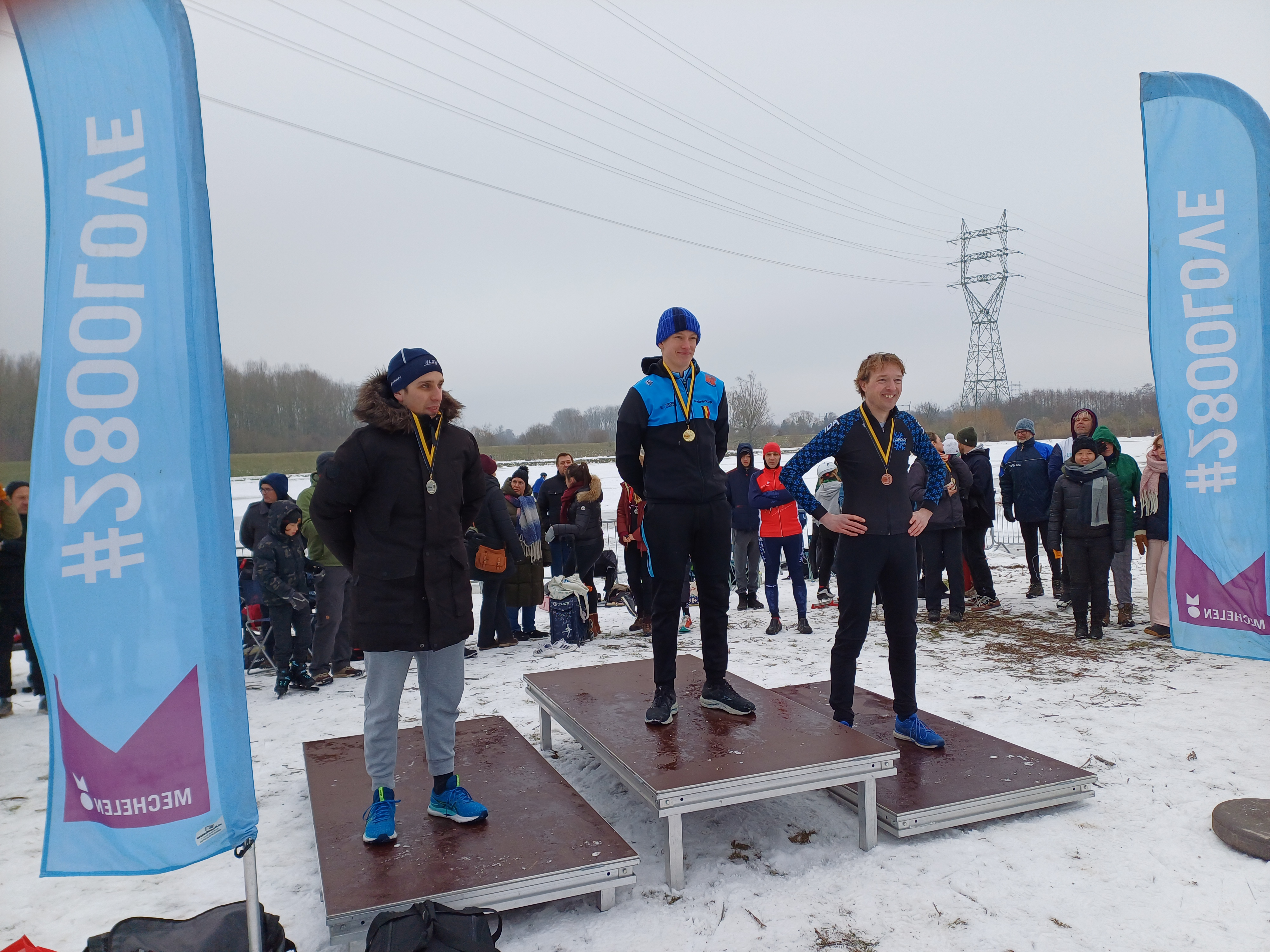
Podium heren elite

| Klassement  | Afstand           | Kampioen           | Tweede                | Derde             |
| ----------- | ----------------- | ------------------ | --------------------- | ----------------- |
| Heren elite | 30 ronden (24 km) | Tom Mulder         | Jonathan Schildermans | Jorrit Juk        |
| Dames elite | 30 ronden (24 km) | Annelies Van Miert | Nienke de Jongh       | Eline Mulder      |
| Dames U18   | 2 ronden (1,6 km) | Eline Mulder       | Lotta van Herck       | Annabel Kairet    |
| Heren U14   | 1 ronde (800 m)   | Flor Ides          | Loki Van de Capelle   | Thomas Hartog     |
| Dames U14   | 1 ronde (800 m)   | Elise Bergé        | Axelle De Clerck      | Marth Van Ouytsel |